# Samsung NC10

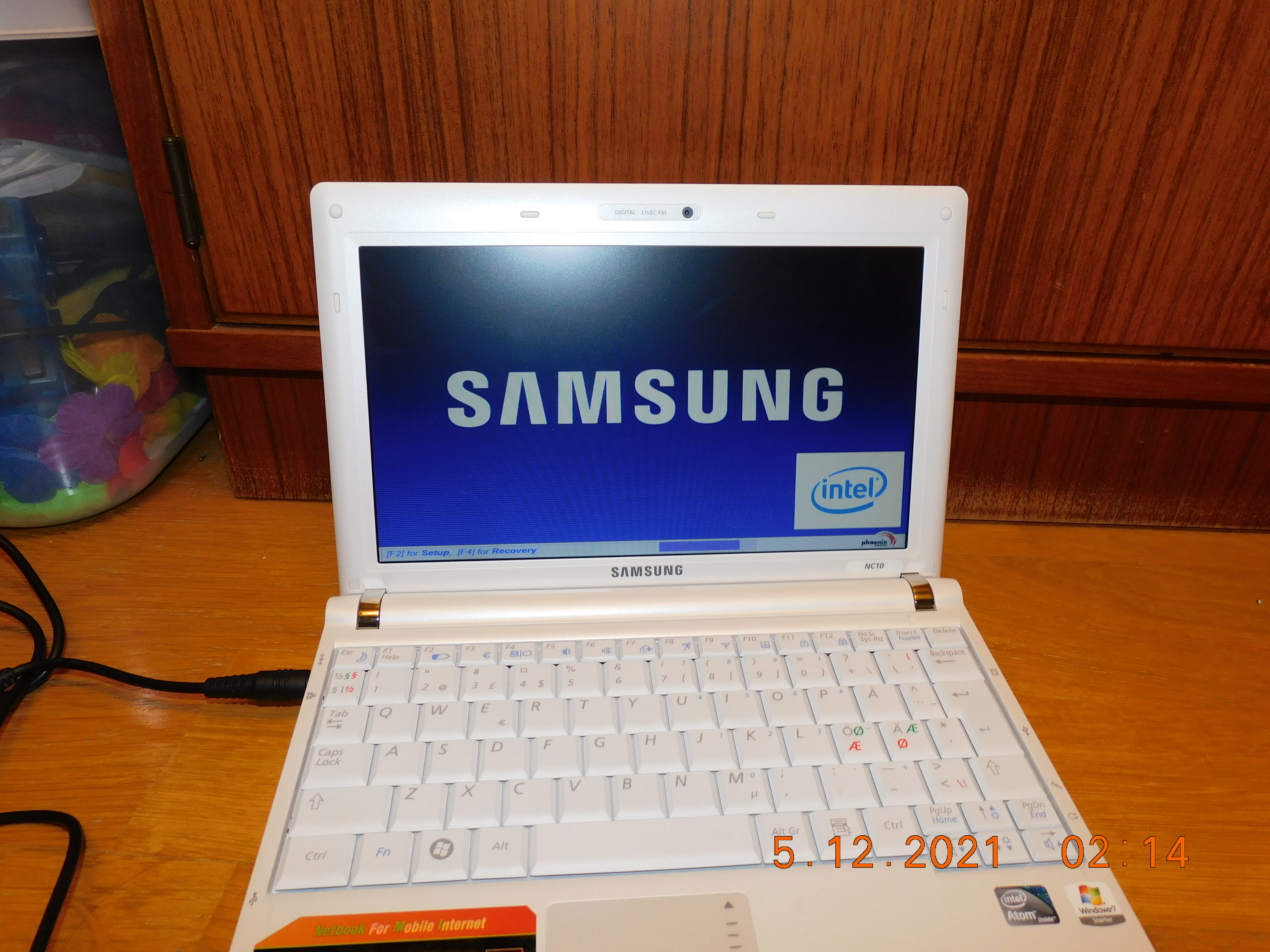
Samsung NC-10.

Samsung NC10 är en bärbar dator tillverkad och designad av Samsung. Den introducerades 2008. Den har en 10-tumsskärm och ett stort 6-cellsbatteri som standard. Batteriet håller upp till 7,5 timmar på en laddning. 
Samsung NC10 använder 1,6 GHz Intel Atom N270 processor. Skärmen är av typen non glossy-skärm. Skärmen är på 10,2 tum (259 mm) och kan kopplas upp på andra skärmar via datorns VGA-uttag. Tangentbordet är nästan lika stort som ett normalt tangentbord trots datorns storlek. Tangentbordet har även behandlats med den antibakteriella Silver Nano-tekniken.